# U.S. Route 165
La U.S. Route 165 (US 165) est une US Route auxiliaire de la US 65 se trouvant en Louisiane et en Arkansas. Elle parcourt 412 miles (663 km) entre la US 90 à Iowa et la US 70 à North Little Rock.

## Description du tracé
|       | mi  | km  |
| ----- | --- | --- |
| LA    | 229 | 369 |
| AR    | 183 | 295 |
| Total | 412 | 663 |

### Louisiane
La US 165 débute à l'intersection avec la US 90 à Iowa. Elle se dirige alors vers le nord et passe par Kinder et Alexandria, où elle rencontre la US 71 et forme un multiplex avec celle-ci jusqu'à Pineville. La route y rencontre la US 167 et la US 71 quitte la US 165. La US 165 traverse ensuite la Forêt nationale de Kisatchie et se dirige vers Monroe. Elle continue vers le nord jusqu'à Bastrop et forme un multiplex avec la US 425 vers l'est jusqu'à Mer Rouge. Au nord de cette dernière, la US 165 traverse la frontière de l'Arkansas.

### Arkansas
La route entre en Arkansas au sud de Wilmot. Elle traverse des bayous et des marais et atteint Wilmot, Parkdale, Portland, Montrose et Dermott, où elle rencontre la US 65 / US 278 et forme un multiplex avec la US 65 jusqu'à Dumas. La route continue vers le nord et passe par McGehee, où la US 278 quitte le multiplex. Après avoir passé par Dumas, la US 165 passe par De Witt et Stuttgart pour ensuite prendre la direction ouest jusqu'à Angleterre. Là, la US 165 prend la direction nord-ouest jusqu'à la région métropolitaine de Little Rock. Elle prend fin à North Little Rock alors qu'elle atteint la US 70.

## Intersections majeures
Louisiane
 US 90 à Iowa
 I-10 à Iowa
 US 190 à Kinder
 US 71 à Alexandria. Les routes forment un multiplex jusqu'à Pineville.
 I-49 à Alexandria
 US 167 à Pineville
 US 84 à Tullos
 I-20 à Monroe
 US 80 à Monroe
 US 425 à Bastrop. Les routes forment un multiplex jusqu'à Mer Rouge.
Arkansas
 US 82 à Montrose
 US 65 / US 278 près de Dermott. La US 65 / US 165 forment un multiplex jusqu'à Dumas. La US 165 / US 278 forment un multiplex jusqu'à McGehee.
 US 79 à Stuttgart
 US 63 à Stuttgart
 I-440 à North Little Rock
 US 70 à North Little Rock